# Liste der Baudenkmäler in Stephanskirchen
Auf dieser Seite sind die Baudenkmäler in der oberbayerischen Gemeinde Stephanskirchen zusammengestellt. Diese Tabelle ist eine Teilliste der Liste der Baudenkmäler in Bayern. Grundlage ist die Bayerische Denkmalliste, die auf Basis des Bayerischen Denkmalschutzgesetzes vom 1. Oktober 1973 erstmals erstellt wurde und seither durch das Bayerische Landesamt für Denkmalpflege geführt wird. Die folgenden Angaben ersetzen nicht die rechtsverbindliche Auskunft der Denkmalschutzbehörde.

## Baudenkmäler nach Ortsteilen

### Stephanskirchen
| Lage                              | Objekt                                        | Beschreibung | Akten-Nr.     | Bild                                          |
| --------------------------------- | --------------------------------------------- | --- | ------------- | --------------------------------------------- |
| Schömeringer Straße 9 (Standort)  | Bundwerkstadel mit eingebautem Getreidekasten | 18./19. Jahrhundert. | D-1-87-177-23 | Bundwerkstadel mit eingebautem Getreidekasten |
| Schömeringer Straße 22 (Standort) | Katholische Pfarrkirche St. Stephanus         | Saalbau mit Satteldach und Westturm mit Spitzhelm, spätgotisch, Anfang 16. Jahrhundert, 1518 geweiht, 1864 Turmoberbau, 1893 neugotischer Ausbau. | D-1-87-177-22 | weitere Bilder                                |
| Schömeringer Straße 26 (Standort) | Ehemaliges Bauernhaus                         | Einfirsthof, dreigeschossiger Satteldachbau mit Wandbildern, Ende 19. Jahrhundert. | D-1-87-177-24 | weitere Bilder                                |
| Schömeringer Straße 53 (Standort) | Villa, sog. Villa Waldeck                     | zweigeschossiger Mansardwalmdachbau, konvex vorgewölbter Mittelrisalit mit Schweifgiebel und Putzgliederung, in reduziertem Jugendstil, nach Plänen von Carl Baumann, 1911; zugehöriger Villengarten, mit gestaltetem Vorgartenbereich und rückwärtigem historischem Baumbestand. | D-1-87-177-40 | Villa, sog. Villa Waldeck                     |
| Simsseestraße 183 (Standort)      | Villa                                         | zweigeschossiger verputzter Massivbau mit Zeltdach und Belvedere-Turm, Putzgliederung und Bodenerker, Vorzeichen und Laube, 1910; Nebengebäude, eingeschossiger Satteldachbau mit Putzgliederung.                                                                                 | D-1-87-177-41 | BW                                            |
| Tennenweg 3 (Standort)            | Bauernhaus                                    | Einfirsthof, zweigeschossiger Flachsatteldachbau mit Hochlaube und Putzgliederungen, Wirtschaftsteil mit Bundwerk, erstes Drittel 19. Jahrhundert. Ehemals auch Baudenkmal: Erdgeschossiger Getreidekasten, 18. Jahrhundert.                                                      | D-1-87-177-25 | Bauernhaus                                    |

### Baierbach
| Lage                          | Objekt                                 | Beschreibung | Akten-Nr.    | Bild                 |
| ----------------------------- | -------------------------------------- | --- | ------------ | -------------------- |
| Edlinger Straße 77 (Standort) | Katholische Filialkirche St. Magdalena | Spätgotischer Saalbau, um 1500, Südwestturm mit Spitzhelm, 1649, Barockisierung des Innenraums 1720–30 sowie zweite Hälfte 17. Jahrhundert, Sakristei um 1890; mit Ausstattung.                                                                                      | D-1-87-177-6 | weitere Bilder       |
| Fischerstraße 3 (Standort)    | Ehemaliges Pfarrhaus                   | Einfirstanlage, zweigeschossiger Flachsatteldachbau mit Erker, dreiseitig umlaufender Laube, Hochlaube und Rautentüren, 18. Jahrhundert, im Innern an Stuckdecke bezeichnet mit „1830“, Umbau am Firstbalken bezeichnet mit „1829“, um 1900 im Heimatstil überformt. | D-1-87-177-8 | Ehemaliges Pfarrhaus |
| Fischerstraße 7 (Standort)    | Ehemaliges Bauernhaus                  | Einfirstanlage, zweigeschossig mit Flachsatteldach, Wohnteil mit Laube und Hochlaube, frühes 19. Jahrhundert. | D-1-87-177-9 | weitere Bilder       |

### Höhensteig
| Lage                               | Objekt    | Beschreibung                                                 | Akten-Nr.     | Bild      |
| ---------------------------------- | --------- | ------------------------------------------------------------ | ------------- | --------- |
| Althöhensteigstraße 2 a (Standort) | Bildstock | Steinerne Säule mit Heiligenhäuschen, bezeichnet mit „1862“. | D-1-87-177-11 | Bildstock |

### Innleiten
| Lage                           | Objekt        | Beschreibung | Akten-Nr.     | Bild           |
| ------------------------------ | ------------- | --- | ------------- | -------------- |
| Innleitenstraße 100 (Standort) | Gut Innleiten | großes, in landschaftlich exponierter Lage gelegenes Landgut, 1872 als Fischzuchtanstalt gegründet, umfassender Ausbau unter Thomas Gillitzer ab 1883; Herrenhaus, sog. Schloss Innleiten, im Kern um 1870, Um- und Ausbau zur repräsentativen schlossartigen Anlage, dreigeschossiger symmetrischer Bau mit rückwärtigem Risalit, akzentuierter Mittelachse mit Walmdächern und Laterne, Seitenflügel mit Pultdächern und Erkern, Putzgliederung in barockisierender Formensprache, nach Plänen von Carl Baumann, 1897; ehem. Eishaus, zweigeschossiger Schopfwalmdachbau, um 1880, Anbau des oktogonalen Turms mit Belvedere und historisierender Putzgliederung, wohl nach Plänen von Carl Baumann, 1897; ehem. Gutshaus, zweigeschossiger spätbiedermeierlicher Satteldachbau mit Quergiebeln und schmiedeeisernen Balkonen, um 1850/60; Fischbassins, rechteckige Anlagen mit Natursteineinfassungen, um 1880. | D-1-87-177-13 | weitere Bilder |

### Kieling
| Lage            | Objekt     | Beschreibung                                      | Akten-Nr.     | Bild           |
| --------------- | ---------- | ------------------------------------------------- | ------------- | -------------- |
| Öden (Standort) | Sühnekreuz | Stein, mittelalterlich, seit etwa 1630 Pestkreuz. | D-1-87-177-39 | weitere Bilder |

### Kleinholzen
| Lage                                 | Objekt                                                   | Beschreibung | Akten-Nr.     | Bild           |
| ------------------------------------ | -------------------------------------------------------- | --- | ------------- | -------------- |
| Vierzehnheiligenstraße 50 (Standort) | Katholische Wallfahrtskapelle zu den Vierzehn Nothelfern | Saalbau mit Satteldach und oktogonalem Westturm mit Zwiebellaterne, frühbarock, 1654–57, 1675 Turm, 1862 Sakristei; mit Ausstattung. | D-1-87-177-14 | weitere Bilder |

### Krottenhausmühle
| Lage                                            | Objekt                             | Beschreibung | Akten-Nr.     | Bild           |
| ----------------------------------------------- | ---------------------------------- | --- | ------------- | -------------- |
| Krottenhausmühlstraße 36; 36 a; 36 b (Standort) | Mühle, sogenannte Krottenhausmühle | Mehrteilige Hofanlage. Zweigeschossiges Hauptgebäude in Form eines Einfirstbaus in Sichtziegelmauerwerk mit Kniestock, traufseitiger Laube und geschnitzter Tür, Firstpfette bezeichnet mit „1864“; Mühlengebäude und Sägewerksteil, eineinhalbgeschossiger Satteldachbau mit Stichbogenfenstern und Zwerchhaus, 1877 als Getreidemühle über älterer Grundlage neu erbaut; Gattergebäude, beiderseits des Triebwerkskanals, verschalte Holzständerkonstruktion auf verputztem Ziegelsteinsockel und zweigeschossiger Massivbau über dem Kanal, Ende 19. Jahrhundert; jeweils mit technischer Einrichtung und zugehörigen Turbinen; Stadel, verschalter Holzständerbau mit integriertem erdgeschossigen Blockbau-Getreidekasten, um 1870. | D-1-87-177-34 | weitere Bilder |

### Lauterbacherfilze
| Lage                              | Objekt | Beschreibung | Akten-Nr.     | Bild           |
| --------------------------------- | ------ | --- | ------------- | -------------- |
| Lauterbacher Straße 31 (Standort) | Stadel | Bundwerkstadel, bezeichnet mit „1756“; Getreidekasten, im Stadel eingebaut, bezeichnet 1576; aus Sulmaring, Gemeinde Vogtareuth, transferiert. | D-1-87-177-32 | weitere Bilder |

### Leonhardspfunzen
| Lage                             | Objekt                                    | Beschreibung | Akten-Nr.     | Bild           |
| -------------------------------- | ----------------------------------------- | --- | ------------- | -------------- |
| Haidbichler Straße 22 (Standort) | Katholische Wallfahrtskirche St. Leonhard | Saalbau mit Satteldach und Südturm mit Spitzhelm, spätgotisch, Langhausmauern spätromanisch, 1733–36 durch Wolf Ganterer barockisiert; mit Ausstattung.        | D-1-87-177-15 | weitere Bilder |
| Kapellenholz (Standort)          | Kapelle, sogenannte Brunnenkapelle        | Massivbau mit Steildach und Putzgliederungen, im dritten Viertel des 18. Jahrhunderts unter Verwendung eines römischen Altarsteins errichtet; mit Ausstattung. | D-1-87-177-16 | weitere Bilder |

### Oed
| Lage                    | Objekt | Beschreibung                                                                          | Akten-Nr.     | Bild   |
| ----------------------- | ------ | ------------------------------------------------------------------------------------- | ------------- | ------ |
| Oedstraße 38 (Standort) | Stadel | Satteldachbau mit Bundwerkteil und eingebautem Getreidekasten, bezeichnet mit „1730“. | D-1-87-177-17 | Stadel |

### Pulvermühle
| Lage                           | Objekt             | Beschreibung | Akten-Nr.     | Bild               |
| ------------------------------ | ------------------ | --- | ------------- | ------------------ |
| Pulvermühlstraße 81 (Standort) | Mühle, Pulvermühle | Zweigeschossiger Hauptbau mit Satteldach, Dachreitern, Schweifgiebel, Turm mit Zeltdach, Flacherker, Erker mit Haubendach, Segmentbogenfenstern und Balkonen, um 1900. | D-1-87-177-18 | Mühle, Pulvermühle |

### Reikering
| Lage                            | Objekt         | Beschreibung                   | Akten-Nr.     | Bild |
| ------------------------------- | -------------- | ------------------------------ | ------------- | ---- |
| Reikeringer Straße 7 (Standort) | Getreidekasten | Blockbau, 18./19. Jahrhundert. | D-1-87-177-19 | BW   |

### Schloßberg
| Lage                                                             | Objekt                                | Beschreibung | Akten-Nr.     | Bild           |
| ---------------------------------------------------------------- | ------------------------------------- | --- | ------------- | -------------- |
| Bahnstrecke Rosenheim – Freilassing; Hofmühlstraße 61 (Standort) | Eisenbahnbrücke über den Inn          | Gemauert in acht Bögen, sichtbare Flächen in Nagelfluh, 1858–60 erbaut. Rosenheimer Teil der Brücke ist Baudenkmal D-1-63-000-59.                                                            | D-1-87-177-5  | weitere Bilder |
| Hoffeldstraße 12 (Standort)                                      | Grabstätte                            | Grufthalle der Familie Baumer, anspruchsvoller überkuppelter Zentralbau mit Zeltdach und Vorhalle, in historisierender Formensprache, am Gitter bezeichnet mit „1908“.                       | D-1-87-177-33 | Grabstätte     |
| Salzburger Straße 8 (Standort)                                   | Ehemaliges Landhaus, später Pfarrhaus | Zweigeschossiger Satteldachbau mit Risaliten mit Pyramidendächern, Ziergiebeln, Gauben und Putzgliederungen, historistisch, 1898.                                                            | D-1-87-177-2  | weitere Bilder |
| Salzburger Straße 16 (Standort)                                  | Katholische Pfarrkirche St. Georg     | Saalbau mit Nordturm mit Spitzhelm, Rundbogenfenstern und Putzgliederungen, neuromanisch, 1895–96 durch Johann Meishammer, Innenausstattung bis 1906; mit Ausstattung.                       | D-1-87-177-1  | weitere Bilder |
| Salzburger Straße 25 (Standort)                                  | Ehemalige Schule, jetzt Wohnhaus      | Zweigeschossiger Klinkerbau mit Satteldach, Risalit und Ziergiebeln, gotisierend, drittes Viertel 19. Jahrhundert.                                                                           | D-1-87-177-3  | weitere Bilder |
| Schloßweg 3 (Standort)                                           | Villa                                 | zweigeschossiger Walmdachbau mit Mezzanin, Segmentbogenfenstern und Putzgliederung, Mittelrisalit mit Zwerchhaus und Balkon, im Maximilianstil, nach Plänen von Baumeister Simon Lutz, 1860. | D-1-87-177-35 | Villa          |

### Sims
| Lage                         | Objekt              | Beschreibung           | Akten-Nr.     | Bild                |
| ---------------------------- | ------------------- | ---------------------- | ------------- | ------------------- |
| Hofmühlstraße 203 (Standort) | Geschnitzte Haustür | Bezeichnet mit „1850“. | D-1-87-177-21 | Geschnitzte Haustür |

### Waldering
| Lage                                      | Objekt                                              | Beschreibung                                                                            | Akten-Nr.     | Bild           |
| ----------------------------------------- | --------------------------------------------------- | --------------------------------------------------------------------------------------- | ------------- | -------------- |
| Äußere Salzburger Straße 183 (Standort)   | Bundwerkstadel                                      | Erstes Drittel 19. Jahrhundert, im Innern Getreidekasten, 17./18. Jahrhundert.          | D-1-87-177-26 | Bundwerkstadel |
| Äußere Salzburger Straße 184 a (Standort) | Bundwerkstadel                                      | Erste Hälfte 19. Jahrhundert.                                                           | D-1-87-177-27 | BW             |
| Bei den Eichen (Standort)                 | Hochbehälter der ehemaligen Rosenheimer Wasserwerke | Kubischer Bau mit Eckrustizierungen, Ziergiebel und Stadtwappen, bezeichnet mit „1899“. | D-1-87-177-28 | weitere Bilder |

### Westerndorf
| Lage                                   | Objekt         | Beschreibung                                                                                               | Akten-Nr.     | Bild           |
| -------------------------------------- | -------------- | --- | ------------- | -------------- |
| Westerndorfer Straße 23, 25 (Standort) | Kapelle        | Satteldachbau, um 1900.                                                                                    | D-1-87-177-29 | weitere Bilder |
| Westerndorfer Straße 46 (Standort)     | Bundwerkstadel | Erstes Drittel 19. Jahrhundert, eingebauter Getreidekasten in Blockbauweise, erste Hälfte 17. Jahrhundert. | D-1-87-177-31 | weitere Bilder |

### Ziegelberg
| Lage                                      | Objekt                              | Beschreibung | Akten-Nr.     | Bild |
| ----------------------------------------- | ----------------------------------- | --- | ------------- | ---- |
| Rohrdorfer Straße 142, Gärtnereiweg 10 () | Direktorenvilla der Firma Hamberger | zweigeschossiger Walmdachbau mit Bodenerkern und Treppenhausturm mit abgewalmtem Dach, nach Nordosten eingeschossiger Wirtschaftsflügel mit Satteldächern und vorgelagerter Veranda, Obergeschoss holzverschindelt, in Heimatstilformen, nach Plänen von Architekt Hans Emil Steidle, 1922; nach Westen getreppte Terrassenanlage, gleichzeitig. | D-1-87-177-36 |      |

## Ehemalige Baudenkmäler
In diesem Abschnitt sind Objekte aufgeführt, die früher einmal in der Denkmalliste eingetragen waren, jetzt aber nicht mehr. Objekte, die in anderem Zusammenhang – also z. B. als Teil eines Baudenkmals – weiter eingetragen sind, sollen hier nicht aufgeführt werden. Aktennummern in diesem Abschnitt sind ehemalige, jetzt nicht mehr gültige Aktennummern.

| Lage                                    | Objekt                | Beschreibung | Akten-Nr.     | Bild           |
| --------------------------------------- | --------------------- | --- | ------------- | -------------- |
| Baierbach Edlinger Straße 46 (Standort) | Bauernhaus            | Einfirsthof, zweigeschossiger Flachsatteldachbau, am Wirtschaftsteil Bundwerk, um Mitte 19. Jahrhundert.                                                | D-1-87-177-7  | Bauernhaus     |
| Eitzing Sonnenbichlstraße 2 (Standort)  | Ehemaliges Bauernhaus | Einfirsthof, zweigeschossiger Flachsatteldachbau mit Rundbogentor am Wirtschaftsteil, Mitte 19. Jahrhundert; Getreidekasten, Blockbau, 18. Jahrhundert. | D-1-87-177-10 | weitere Bilder |
| Hofau Hofaustraße 1 (Standort)          | Gasthaus              | Eineinhalbgeschossiger Krüppelwalmdachbau mit teils freiliegendem Untergeschoss, um Mitte 19. Jahrhundert.                                              | D-1-87-177-12 | weitere Bilder |
| Sims Simser Weg 35 (Standort)           | Getreidekasten        | 18. Jahrhundert; überbaut im Stadel. | D-1-87-177-20 | weitere Bilder |